# Domus Aurea
Domus Aurea (Златният дом, Златната къща) е дворцово-парков комплекс, построен от Нерон след Големия пожар в Рим през 64 година. Domus Aurea е разположен върху части от хълмовете Палатин, Есквилин и Целий.
В памет на пожара Нерон започнал да строи нов дворец – „Златният дворец на Нерон“. Дворецът така и не бил довършен, но дори започнатото впечатлявало: комплекс от здания, според различните данни, разположени на площ от 40 до 120 хектара, акцентът на цялото съоръжение била 35-метрова статуя на Нерон, получила названието „Колос на Нерон“. Този дворцов комплекс и да наши дни е най-голямата от всички царски резиденции, построени на територията на Европа, а по света отстъпва само на „Забраненият град“ – резиденцията на китайските императори
След смъртта на Нерон през 68 г. недостроеният дворец е разрушен. Впоследствие на тази територия са построени обществени здания (Колизеят, форумът и термите на Траян, Арката на Тит, Базиликата на Константин и др.).
През 1999 г., след двадесет години реставрация, помещенията на двореца в парка на Траян (в близост до Колизея) отново са открити за посетители. През 2005 г. от съображения за сигурност е затворен и отново е открит през февруари 2007 г.